# 100天後會死的鱷魚君
《100天後會死的鱷魚》是由日本作家菊池祐紀以四格漫画形式創作的日本漫画。作品以倒計時形式描繪一位鱷魚死前的100日，每4格為1日（最終話含大格共有13格），格子外標有「離死還有O日」。2019年12月12日，作者在自己的Twitter帳戶開始連載，每日晚上7時更新，最終話在2020年3月20日晚上7時20分更新後完結。作品曾在更新時獲得超過30萬個「喜歡」，並於完結當天的2020年3月20日登上Twitter流行趨勢世界首位。
除Twitter及Instagram外，菊池自己亦在Netlab連載此作品。

## 內容
作品以一條穿着短褲、說話的男性鱷魚為主角，描繪100天後會死的鱷魚與前輩及好友老鼠度過的日常生活。除最終回外，均於第4格下方標註死亡倒計時，1日1話，日數每天減少。作品中的時間與連載日期相呼應，正月等文化在作中亦有反映。
被問及為何創作本作，作者菊池表示：
「人終有一死」活着意味着總有一天會死。若意識到自己及周圍人的「終點」，人的行為及生活方式可能會有所改善。希望鱷魚能成為大家思考這些問題的契機。
 — 引用自ORICON NEWS（2020年1月16日）
台湾4Gamers等傳媒報道，本作品的結尾可能與菊池在自己網站上曾提到的、死於事故的友人有關。完結翌日（2020年3月21日），作者在直播中表示這的確是創作作品的契機之一，希望告訴大家，「未來不可預測，希望大家珍惜有限的時間」。

## 作品反響
漫画公開後在Twitter上傳開，有讀者開始考察内容及劇情發展。2020年1月21日，富士電視台（FNN）在節目中談及本作，片段上載至官方YouTube頻道。曾接受Oricon採訪、談論創作意圖的菊池則在最終回公開前当日登上日本電視台的直播資訊節目《Sukkiri》，朝日電視台（ANN）亦在當天的新聞中報道本作品。
菊池的Twitter帳戶在連載開始前有約1万人跟隨，隨着作品在帳戶上連載，3月20日晚7時發布最終回時，跟隨者已達至約195万人。
在演藝界，指原莉乃、有吉弘行、加藤一二三、倫敦靴子的田村淳、生物股長的水野良樹等人均公開表示是同作品的讀者。同是讀者的YouTuber Hajime社長曾直接致電菊池，並於3月10日上載影片《試着問了一下作者，100天後會死的鱷魚會怎麼死》至YouTube。本作完結時，特設網站公布了上述的淳、水野、Hajime社長及電影導演上田慎一郎留下的寄語。
在連載開始第100日，即2020年3月20日，niconico生放送上舉行了《大家一起看〈100天後會死的鱷魚〉結局》直播活動。
4月8日，小学館發售書籍版，列入月Sun少年Sunday Comics系列。書籍側標號稱「收錄新繪漫畫28頁」，但頁数實際上包含插畫，漫画方式的新繪作品只有8頁。

### 完結後跨媒體活動爭議
Daily Sports報道，對於作品剛迎來最終回，跨媒體活動便接踵而至，「在SNS上有人感到奇怪，認為是操之過急，亦有聲音指背後有大型廣告代理商操作」，及後又有傳言稱作品本身的企画即是廣告代理商電通操盤。由於電通曾於2015年12月發生員工過勞自殺事件，黑心企業對策計劃共同代表之一藤田孝典及事件受害者家屬亦回顧事件並嚴詞批評電通。而在1月16日，（負責作品營運及製作的）BaSICA即與作者共同提出商標登記申請，YouTube上的生物股長合作影片則由電通的大石Takeshi負責CD及企画，電通Public Relations（電通PR）的根本陽平負責PR計劃。
受上述影響，不少網民批評稱「鱷魚在秘密營銷」，「電通案件」一詞一度登上Twitter流行趨勢日本首位，作品在網絡炎上。在完結後翌日（3月21日）的Twitter節目上，因上述合作影片參與作品的水野表示「改編電影及出版書籍，包括這次合作，均與電通無關，作品亦不是由大型計劃推動」，菊池亦否認網上傳聞，稱「漫画始於個人創作，BaSICA是在（連載開始約一個月後的）1月才開始作品跨媒體活動，但卻被說成『電通案件』，好像背後有很大背景，感到很傷心」。3月24日，電通及BaSICA接受J-CAST新聞訪問，電通廣報部強調，只因工作關係參與了生物股長的合作影片部分計劃，BaSICA社長中尾恭太亦否認網上傳言，稱這些傳言都不正確。
紀實作家窪田順生則舉出3個月前迪士尼電影《魔雪奇緣2》出現的營銷失誤，感嘆業界未有從事件汲取教訓。

## 出版書籍
| 版本     | 出版社     | 發售日期      | ISBN                   |
| -------- | ---------- | ------------- | ---------------------- |
| 日文版   | 小學館     | 2020年4月8日  | ISBN 978-4-0985-0125-0 |
| 簡體中文 | 接力出版社 | 2020年11月3日 | ISBN 978-75-4486-857-0 |
| 繁體中文 | 三采文化   | 2021年4月1日  | ISBN 978-957-658-498-5 |

## 關聯商品
第56日（2020年2月5日）
菊池創作的LINE原創貼圖「100天後會死的鱷魚」發售。
第99日（2020年3月19日）
宣布於同年4月8日發售小学館（月Sun少年Sunday Comics）出版的同名書籍，並收錄新繪的「第0日」前日譚及第100日後的後日譚。小学館並於發售当日公布新繪的「第5日」及「第17日」結束後場面，以及声優花江夏樹擔任旁白的電視廣告。
第100日（2020年3月20日）
開設特設網站，宣布改編動畫電影。
宣布在Loft舉行名為 "100鱷追悼 POP UP SHOP in Loft" 的手提袋及鎖匙扣等商品販賣活動，活動地有東京澀谷、名古屋市、大阪市梅田，時間為前者2間店鋪3月21日 - 4月24日，後者3月21日 - 4月5日。推出遊戲機中心及轉蛋的獎品，21日起用。樂天Collection亦於3月20日至4月3日販賣相關商品。
Akatsuki Live Entertainment宣布，在直通橫濱站的ASOBUILD 3樓「MONOTORY」舉行 "100天後會死的鱷魚展" 活動，時間為4月15日 - 4月28日，含插畫展示、MONOTORY限定合作工作室及4月18日的菊池現場繪畫活動。4月9日宣布，受2019冠狀病毒病日本疫情影響，鱷魚展押後舉辦，現場繪畫亦取消，改為制作MONOTORY限定新繪作品，並透過互聯網，視像呈現制作過程。
宣布於同年4月18日在東京都的阿佐谷Loft A舉行談話活動「漫畫之話 vol.8：鱷魚之話」，由作者菊池及有交流的漫画家出演，談論創作本作的理由、創作秘聞及下部作品的主題。
第100日後
2020年3月26日，官網宣布正開發智能電話用遊戲應用程式，發布日期等未定。

## 業配
第85日（2020年3月5日）
為紀念搖滾樂隊KANA-BOON發售精選輯《KANA-BOON THE BEST》，發布菊池創作的角色插畫，將各樂隊成員與動物融合。樂隊成員谷口鮪曾是Yuuki另一部作品《SUPER動物s》（SUPERどうぶつーズ）的愛好者，促成這次合作。KANA-BOON的官方SNS帳戶並於同日及翌日刊載2則合作四格漫画，本作品角色亦有登場。
第97日（2020年3月17日）
發布與同年4月3日日本上映的喪屍喜劇電影《死無可死》的合作插畫。
第100日（2020年3月20日）
晚8時2分，發布與生物股長的合作影片。主題歌描述直面死亡主題時的感情，由身為作品愛好者的生物股長之隊長水野作詞。
第100日後
2020年3月21日起，與Tower Records的合作商品在Tower Records的22間店鋪及Tower Records Online發售。
主要銷售T裇的服裝品牌「Hardcore Chocolate」亦發售合作T裇及連帽衫等。
2020年3月23日，宣布4月1日起於東京池袋、4月24日起於大阪舉辦期間限定的「100天後會死的鱷魚咖啡」。4月3日宣布，受到2019冠狀病毒病日本疫情影響，池袋会場4月4日起臨時停業，大阪会場延期舉行。

## 動畫電影
以《活了100天的鱷魚》為標題。原定於2021年5月28日上映，後受2019冠狀病毒病疫情影響延期至2021年7月9日上映。

### 配音員
- 鱷魚：神木隆之介（日本）、梁業（香港）
- 老鼠：中村倫也（日本）、何啟華（香港）
- 鼴鼠：木村昴（日本）、吳保錡（香港）
- 前輩：新木優子（日本）
- イヌ：First Summer Uika（日语：ファーストサマーウイカ）（日本）、劉惠雲（香港）
- バイトちゃん：清水胡桃（日语：清水くるみ）（日本）
- バンドマン：櫻井海音（日本）
- 青蛙：山田裕貴（日本）、郭嘉駿（香港）
- 鱷魚的母親：池谷伸枝（日语：池谷のぶえ）（日本）、黄慧君（香港）
- 鱷魚的父親：杉田智和（日本）、陳欣（香港）

### 製作人員
- 監督、腳本：上田慎一郎、福田美由紀
- 原作：菊池祐紀
- 分鏡、作畫監督：湖川友謙
- 音樂：龜田誠治
- 主題歌：生物股長
- 動畫制作：TIA
- 配給：東宝

## 外部連結
- 100天後會死的鱷魚 - 特設網站
- 100天後會死的鱷魚 官方的X（前Twitter）
- 菊池祐紀的X（前Twitter）
- 菊池祐紀的Instagram帳戶
- 100天後會死的鱷魚 （页面存档备份，存于） - BaSICA Inc.